# Cassidinopsis maculata
Cassidinopsis maculata is een pissebed uit de familie Sphaeromatidae. De wetenschappelijke naam van de soort is voor het eerst geldig gepubliceerd in 1884 door Studer.